# 松坂健
松坂 健（まつざか けん、1949年2月11日 - 2021年10月8日）は、日本のミステリ研究者、元雑誌編集者、ジャーナリスト、サービス産業研究者。筆名に深野 有（ふかの ゆう）。
日本出版学会、日本フードサービス研究学会、日本観光研究者学会、日本国際観光学会、日本観光ホスピタリティ教育学会、日本旅行医学会、日本推理作家協会、各会員。国際推理作家協会副会長。

## 人物
東京都浅草出身。1971年、慶應義塾大学法学部政治学科卒業。1974年、同大学文学部英文学科卒業。在学中は慶應義塾大学推理小説同好会に所属。
1974年、出版社柴田書店入社。「月刊食堂」編集部配属。1978年「月刊食堂」副編集長。1984年「月刊ホテル旅館」編集長。その一方で、ミステリ評論家としても活動し、『ミステリマガジン』等で評論や書評を多数執筆。また、映画評論も執筆。
1992年独立。1993年、個人事務所「オフィス アト・ランダム」設立。東京YMCA国際ホテル専門学校非常勤講師。
2000年、西武文理大学非常勤講師。2001年長崎国際大学人間社会学部国際観光学科教授（宿泊業論 外食産業論）。2004年西武文理大学サービス経営学部・教授（宿泊業論、外食産業論、ホスピタリティ論）。のち、同大学非常勤講師。
国内の主要なホテル、テーマリゾート、外食産業を視察、取材。新潟県湯田上温泉、福島県湯本温泉などで町おこし委員を歴任したほか、余暇開発センター審議委員、日本観光協会の旅館業ビジョン開拓委員などの公的活動も行っていた。
2021年10月8日、膵臓癌のため死去。

## 著書
- ペーパーバックス読書学（深野有名義、トパーズプレス 1981年7月）
- 「食」ベンチャーのキーワード（インターメディア出版 2001年10月）
- ホスピタリティ進化論 いまさら「ホスピタリティ」なんて!?（柴田書店 2005年12月）
- 海外ミステリ作家スケッチノート（盛林堂ミステリアス文庫 2022年5月）
- 健さんのミステリアス・イベント体験記（盛林堂ミステリアス文庫 2022年11月）

## 共著
- 文藝春秋編 『大アンケートによるミステリーサスペンス洋画ベスト150』（構成・執筆担当、文春文庫ビジュアル版 1991年9月）
- 瀬戸川猛資・松坂健『二人がかりで死体をどうぞ-瀬戸川・松坂ミステリ時評集-』（盛林堂ミステリアス文庫 2021年11月）

## 訳書
- 運命の森 ファイティング・ファンタジー(3)（イアン・リビングストン 社会思想社 1985年7月）
- トカゲ王の島 ファイティング・ファンタジー(7)（イアン・リビングストン 社会思想社 1985年12月）
- 死神の首飾り ファイティング・ファンタジー(11)（ジェイミー・トムソン 社会思想社 1986年8月）
- サムライの剣 ファイティング・ファンタジー(20)（ジェイミー・トムソン 社会思想社 1987年7月）